# Una dona a Àfrica
Una dona a Àfrica (títol original: Une femme en Afrique) és una pel·lícula francesa dirigida per Raymond Depardon,  estrenada l'any 1985.
És la primera pel·lícula de ficció dirigida per Raymond Depardon. El cineasta filma la trobada d'una jove i d'un home que no es veu, però que s'expressa en una veu en off.
Ha estat doblada al català

## Argument
Djibouti a la vora de la Mar vermella: un home espera, està habituat als viatges, estima l'Àfrica. En el hall del seu hotel, troba una dona i li proposa de compartir la seva cambra. Accepta, s'esforçarà en  enamorar-se d'ella el més lentament possible. I el viatge comença, un viatge que els porta al desert, al Nil i finalment a Alexandria...

## Repartiment
- Françoise Prenant: La dona
- Raymond Depardon: la veu del narrador